# Jacó Luta Com o Anjo

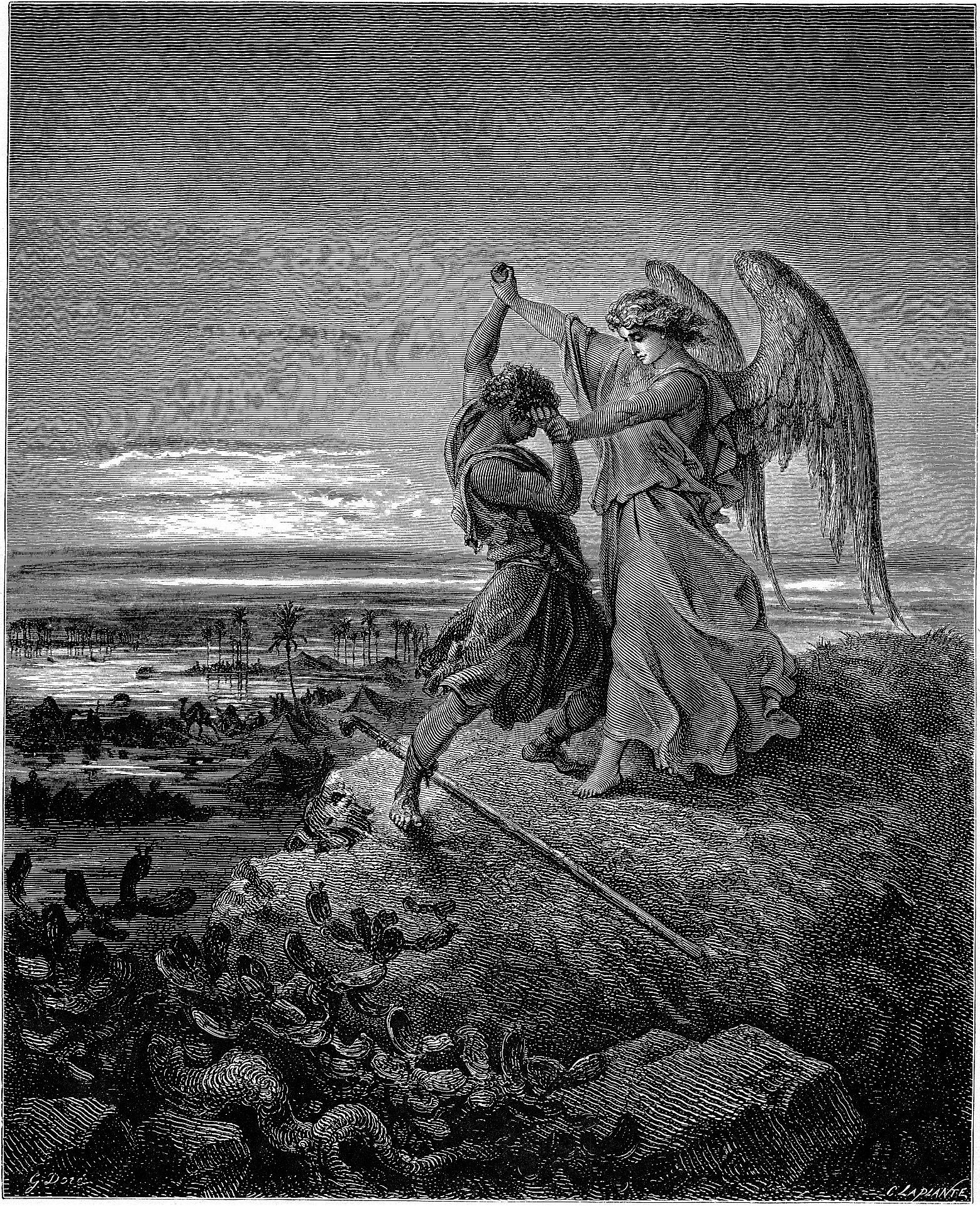
Gustave Doré, Jacob lutando com o anjo (1855)

Jacó lutando com o anjo é descrito em Gênesis ( 32 :22–32; também mencionado em Oséias 12:3–5). O "anjo" em questão é referido como "homem" ( אִישׁ ) e "Deus" em Gênesis, enquanto Oséias faz referência a um "anjo" ( מַלְאָךְ ). O relato inclui a renomeação de Jacó como Israel (etimologizado como "contenta-com- Deus ").
Na narrativa de Gênesis, Jacó passou a noite sozinho à beira de um rio durante sua jornada de volta a Canaã . Ele encontra um "homem" que passa a lutar com ele até o amanhecer. No final, Jacob recebe o nome de "Israel" e é abençoado, enquanto o "homem" se recusa a dar seu próprio nome. Jacó então nomeia o lugar onde eles lutaram com Penuel ( פְּנוּאֵל "face de Deus" ou "face de Deus" ).

## Texto bíblico
O texto massorético diz o seguinte:

Na mesma noite ele se levantou e tomou suas duas esposas, suas duas servas e seus onze filhos, e atravessou o vau do Jaboque. Ele os pegou e os enviou através do córrego, e tudo mais que ele tinha. E Jacob foi deixado sozinho. E um homem lutou com ele até o raiar do dia. Quando o homem viu que ele não prevaleceu contra Jacó, ele tocou seu quadril, e o quadril de Jacó foi deslocado enquanto ele lutava com ele. Então ele disse: "Deixe-me ir, pois o dia rompeu". Mas Jacó disse: “Eu não vou deixar você ir a menos que você me abençoe”. E ele lhe disse: “Qual é o seu nome?” E ele disse: “Jacó”. Então ele disse: "Teu nome não será mais Jacó, mas Israel, porque você lutou com Deus e com os homens, e prevaleceu". Então Jacó lhe perguntou: “Por favor, diga-me seu nome”. Mas ele disse: “Por que você pergunta meu nome?” E ali o abençoou. Então Jacó chamou o nome do lugar Peniel, dizendo: “Porque eu vi Deus face a face, e ainda assim minha vida foi entregue”. O sol nasceu sobre ele quando passou por Penuel, mancando por causa do quadril. Portanto, até hoje o povo de Israel não come o tendão da coxa que está na articulação do quadril, porque ele tocou a articulação do quadril de Jacó no tendão da coxa.— Genesis 32:22–32
O relato contém várias brincadeiras sobre o significado dos nomes hebraicos — Peniel (ou Penuel ), Israel — bem como a semelhança com a raiz do nome de Jacó (que soa como o hebraico para "calcanhar") e seu composto. O mancar de Jacó ( Yaʿaqob ), pode espelhar o nome do rio, Jaboque ( Yaboque יַבֹּק, soa como rio "torto"), e Nahmanides (Deut. 2:10 de Jesurum) dá a etimologia "aquele que anda torto" para o nome Jacó.
O texto hebraico afirma que é um "homem" (אִישׁ, LXX ἄνθρωπος, Vulgata vir ) com quem Jacó luta, mas depois esse "homem" é identificado com Deus ( Elohim ) por Jacó. Oséias 12:4 também faz referência a um "anjo" ( malak ). Em seguida, o Targum de Onkelos oferece "porque vi o Anjo do Senhor face a face", e o Targum da Palestina oferece "porque vi os Anjos do Senhor face a face".

## Interpretações
A identidade do oponente de luta livre de Jacó é uma questão de debate, nomeado variadamente como uma figura de sonho, uma visão profética, um anjo (como Miguel e Samael ), um espírito protetor do rio, Jesus ou Deus.

### interpretações judaicas
Em Oséias 12:4, o oponente de Jacó é descrito como malakh "anjo": "Sim, ele tinha poder sobre o anjo e prevaleceu: ele chorou e suplicou a ele: ele o encontrou em Betel, e lá falou conosco ;". A idade relativa do texto de Gênesis e de Oséias não é clara, pois ambos fazem parte da Bíblia hebraica como redigida no Período do Segundo Templo, e foi sugerido que o malakh pode ser uma emenda tardia do texto, e seria como tal representam uma antiga interpretação judaica do episódio.
Maimônides acreditava que o incidente era "uma visão de profecia", enquanto Rashi acreditava que Jacob lutou com o anjo da guarda de Esaú (identificado como Samael ), seu irmão gêmeo mais velho. Zvi Kolitz (1993) referiu-se a Jacob "lutando com Deus".
Como resultado da lesão no quadril que Jacó sofreu enquanto lutava, os judeus são proibidos de comer o tendão de carne ligado ao encaixe do quadril (tendão ciático), conforme mencionado no relato em Gênesis 32:32 .

### interpretações cristãs
A interpretação de que "Jacó lutou com Deus" (com o nome de Israel ) é comum na teologia protestante, endossada tanto por Martinho Lutero quanto por João Calvino (embora Calvino acreditasse que o evento era "apenas uma visão"), bem como escritores posteriores como Joseph Barker (1854)  ou Peter L. Berger (2014). Outros comentários tratam a expressão de Jacó ter visto "Deus face a face" como uma referência ao Anjo do Senhor como a "Face de Deus".
A proximidade dos termos "homem" e "Deus" no texto em alguns comentários cristãos também foi tomada como sugestiva de uma cristofania . J. Douglas MacMillan (1991) sugere que o anjo com quem Jacó luta é uma "aparição pré-encarnação de Cristo na forma de um homem".
De acordo com um comentário cristão do incidente bíblico descrito, "Jacó disse: 'Eu vi Deus face a face'. A observação de Jacó não significa necessariamente que o 'homem' com quem ele lutou é Deus. Em vez disso, como acontece com outras declarações semelhantes, quando alguém via o 'anjo do Senhor', era apropriado afirmar ter visto a face de Deus."

### interpretação islâmica
Esta história não é mencionada no Alcorão, mas é discutida em comentários muçulmanos. Os comentários empregam a história para explicar outros eventos na Bíblia hebraica que são discutidos no Alcorão que têm paralelos, como Moisés sendo atacado por um anjo, e para explicar os costumes alimentares judaicos. Como alguns comentaristas judeus, comentaristas islâmicos descreveram o evento como uma punição por Jacó não ter dado o dízimo a Deus, mas fazer uma oferta semelhante ao dízimo a Esaú.

### Outras visualizações
Em uma análise do livro de 1968 do filósofo marxista Ernst Bloch, Atheism in Christianity, Roland Boer diz que Bloch vê o incidente como caindo na categoria de "mito, ou pelo menos lenda". Boer chama isso de um exemplo de "um Deus sanguinário e vingativo ... superado por seres humanos astutos dispostos a evitar sua fúria".
O incidente de luta na margem de um riacho foi comparado às histórias da mitologia grega do duelo de Aquiles com o deus do rio Scamander e com Menelau lutando com o deus do mar Proteu . Também é alegado que o incidente da luta livre, juntamente com outras histórias do Antigo Testamento dos Patriarcas Judeus, é baseado na mitologia egípcia ligada a Akhenaton, onde Jacó é Osíris/Wizzer, Esaú é Set, e a luta é a luta entre eles.
Rosemary Ellen Guiley dá este resumo:
"Esta cena dramática estimulou muitos comentários de teólogos judaicos, católicos e protestantes, estudiosos bíblicos e críticos literários. Jacó luta com Deus ou com um anjo? . . . Não há uma resposta definitiva, mas a história foi racionalizada, romantizada, tratada como mito e tratada simbolicamente."

## Nas artes

### Artes visuais
Uma das mais antigas representações visuais está no manuscrito ilustrado do Gênese de Viena . Muitos artistas retrataram a cena, considerando-a como paradigma da criação artística. Na escultura Jacob Wrestling with the Angel é o tema de uma escultura de 1940 de Sir Jacob Epstein em exposição na Tate Britain . As pinturas incluem:

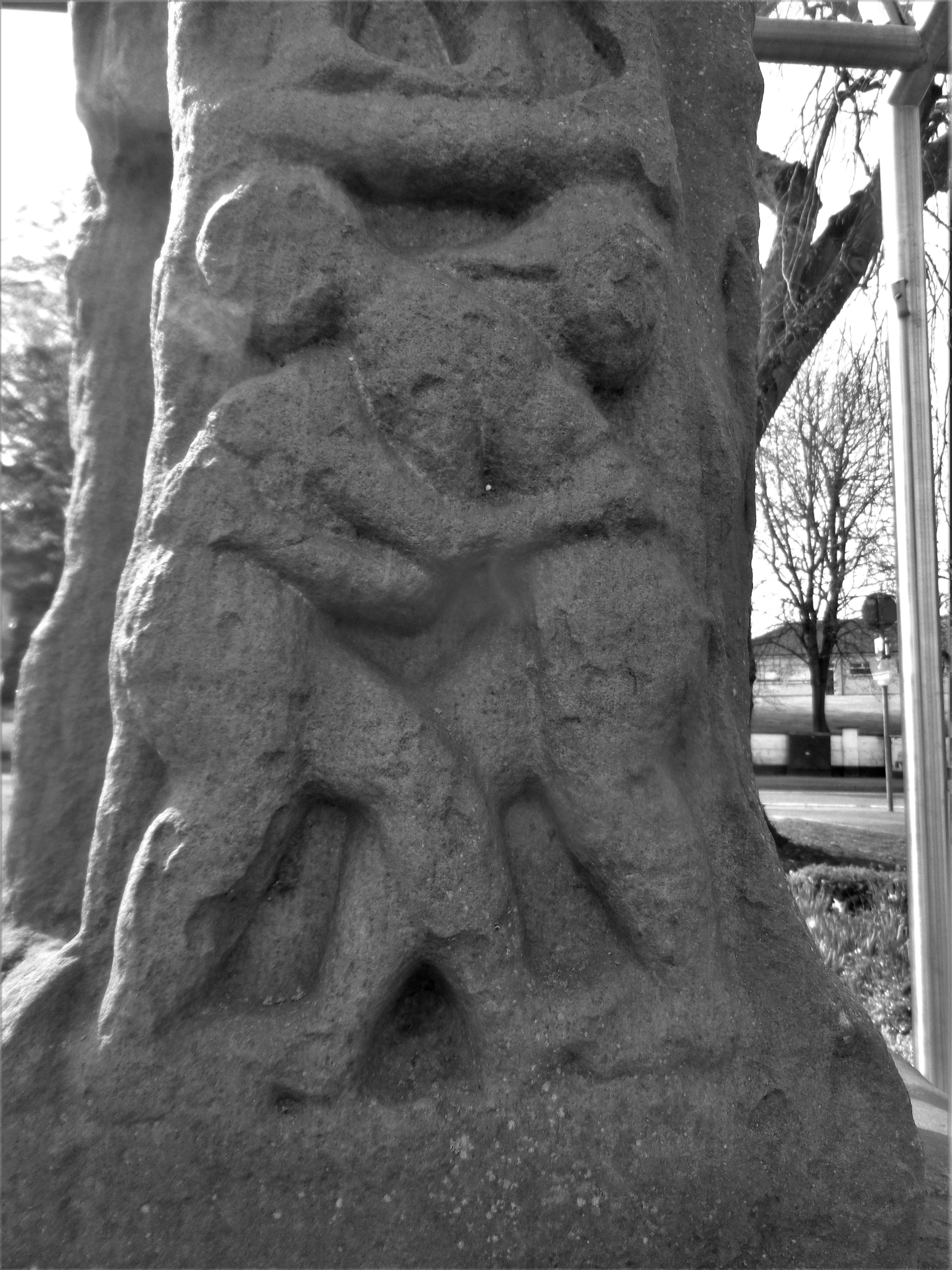
Representação em uma cruz alta em Kells, Irlanda (século 10)
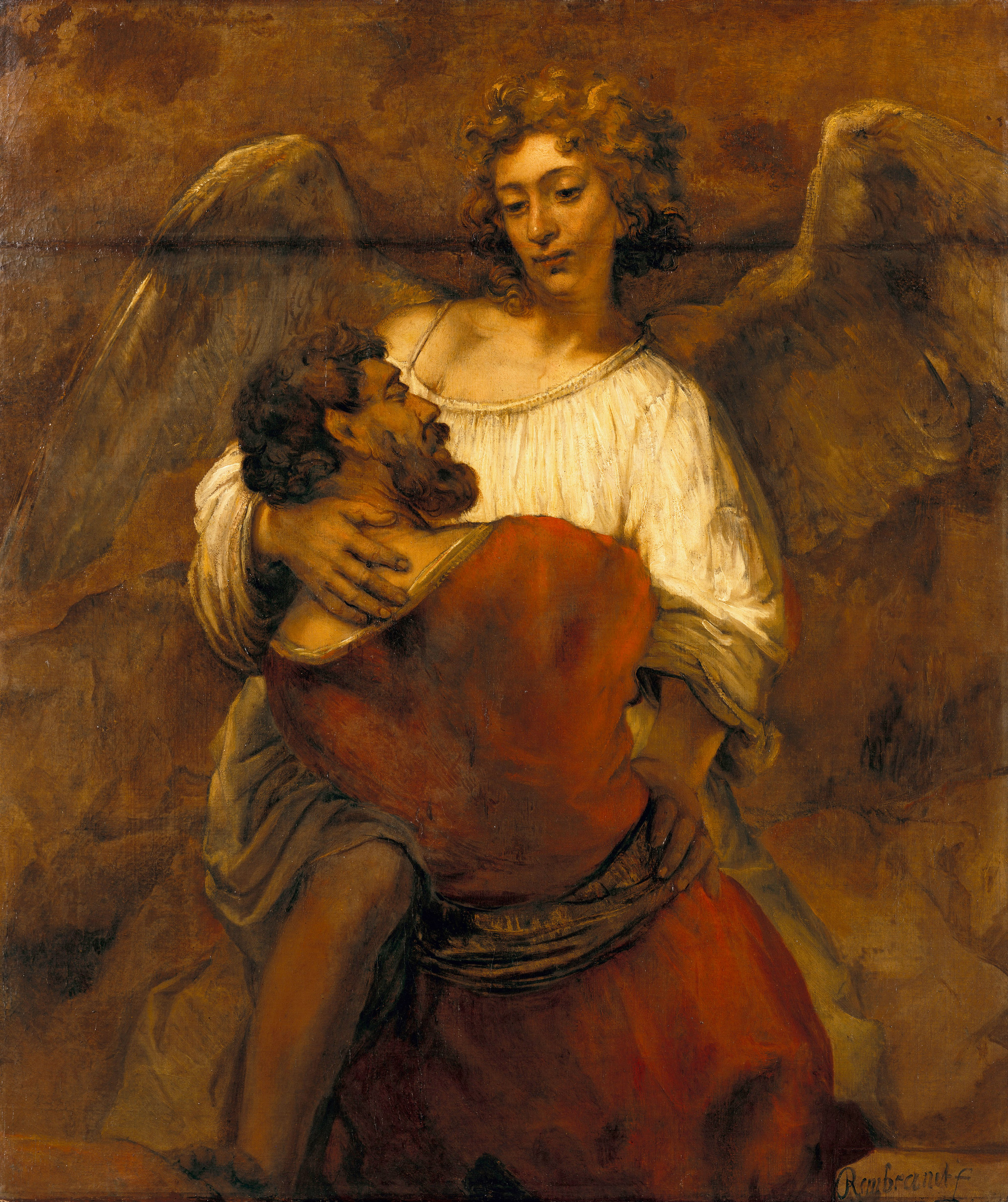
Rembrandt (1659)
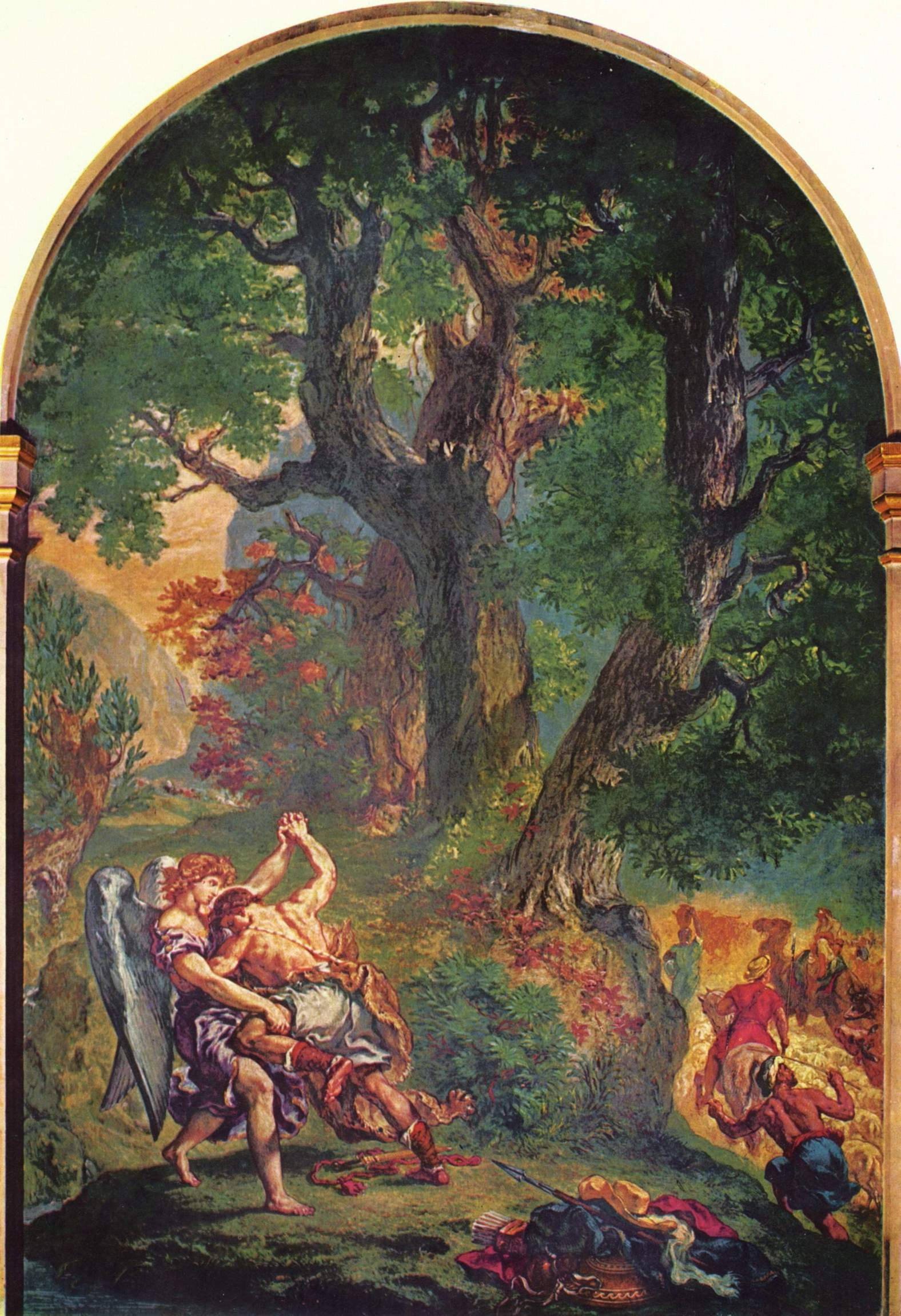
Eugênio Delacroix (1861)
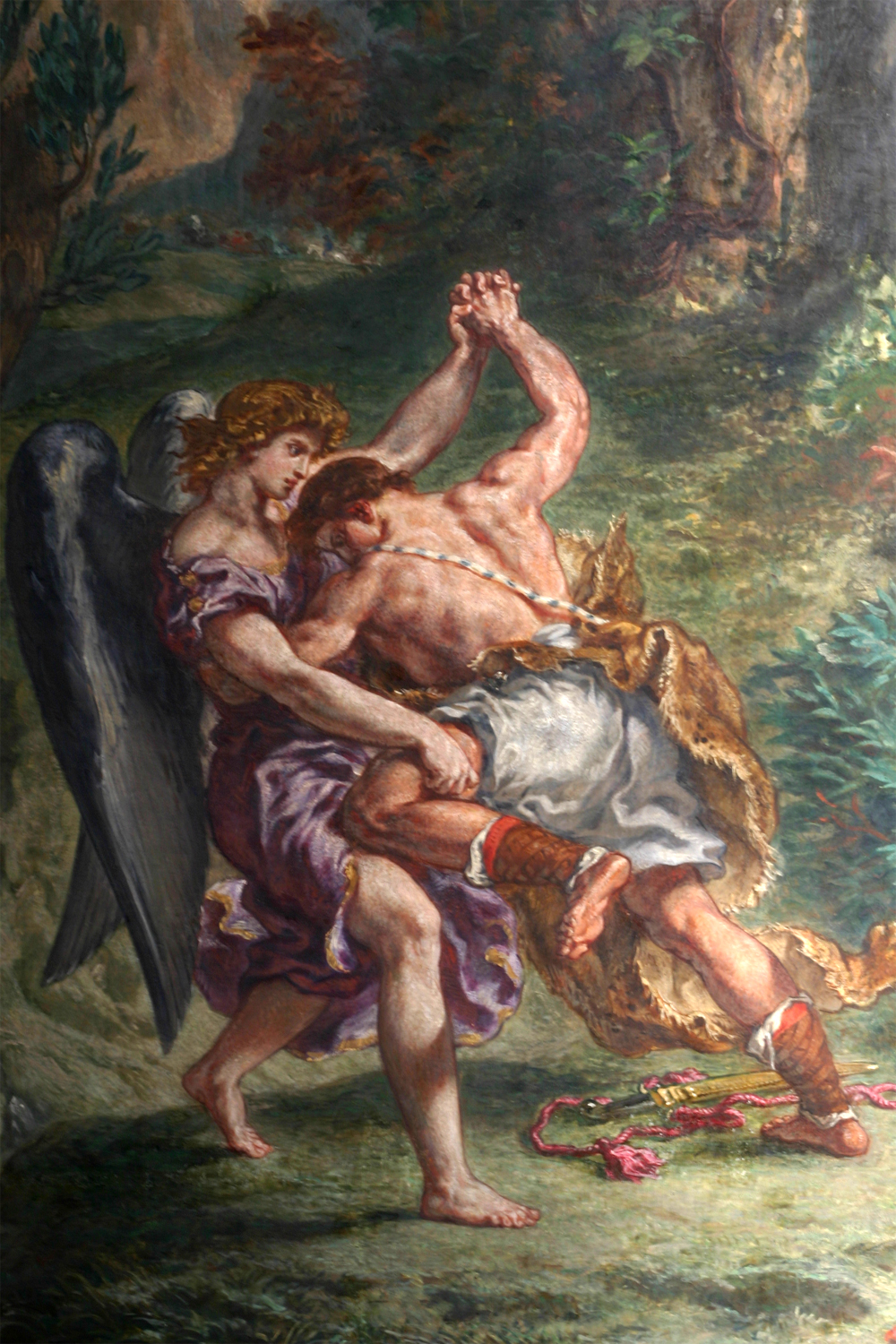
Eugène Delacroix (1861), (detalhe)
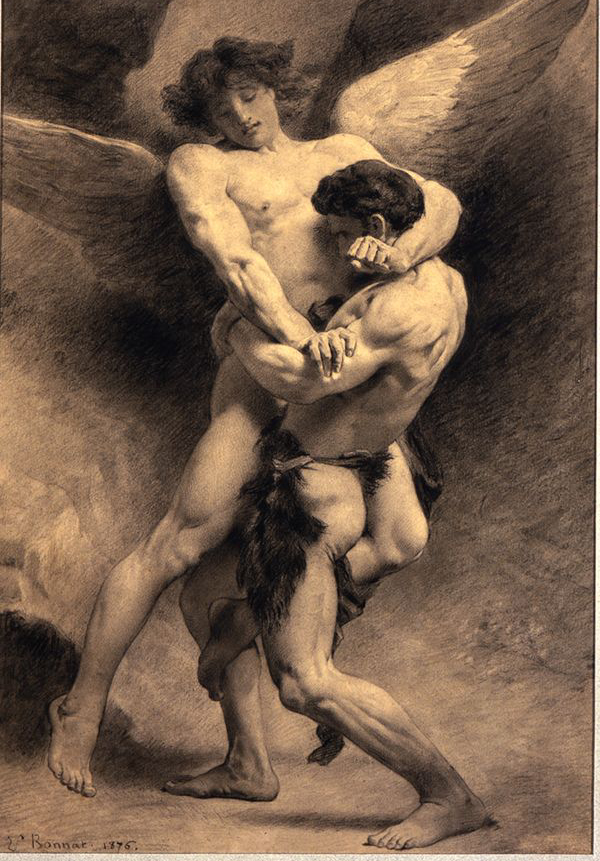
Leon Bonnat (1876)
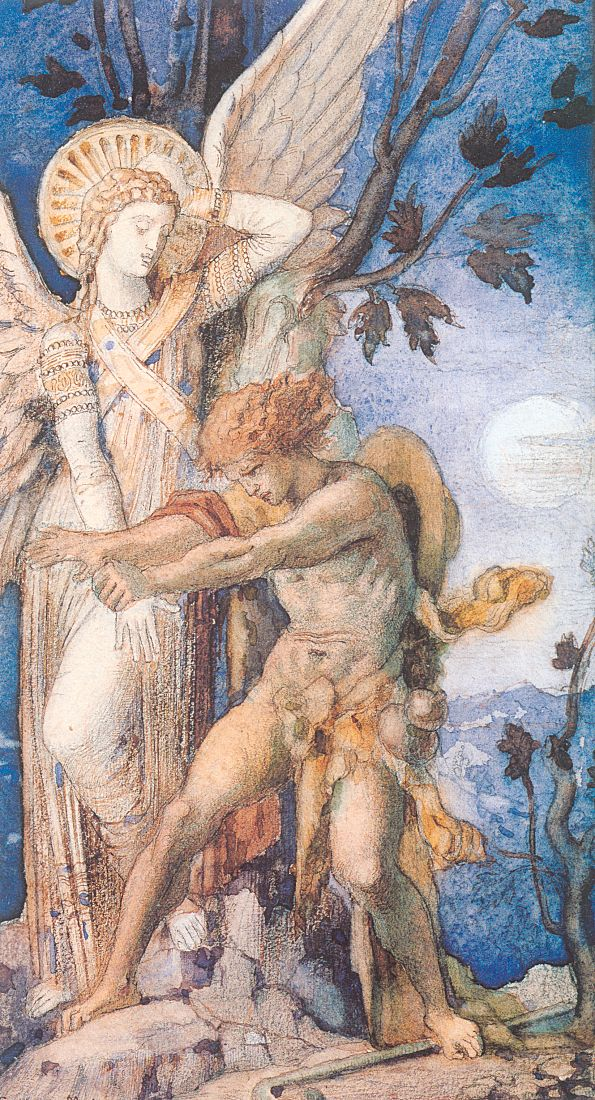
Jacó e o Anjo por Gustave Moreau (1878)

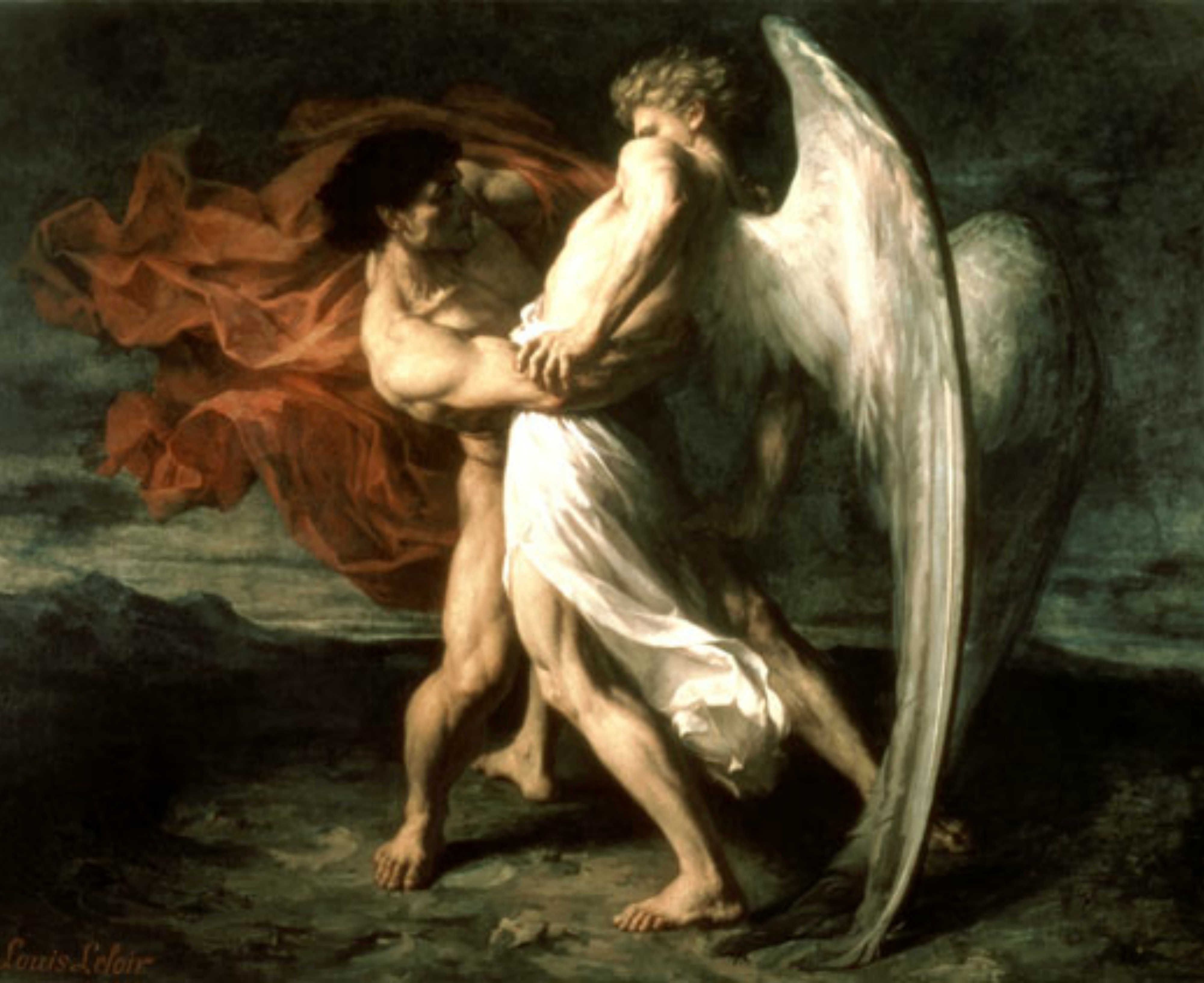
Alexandre Luís Leloir (1865)
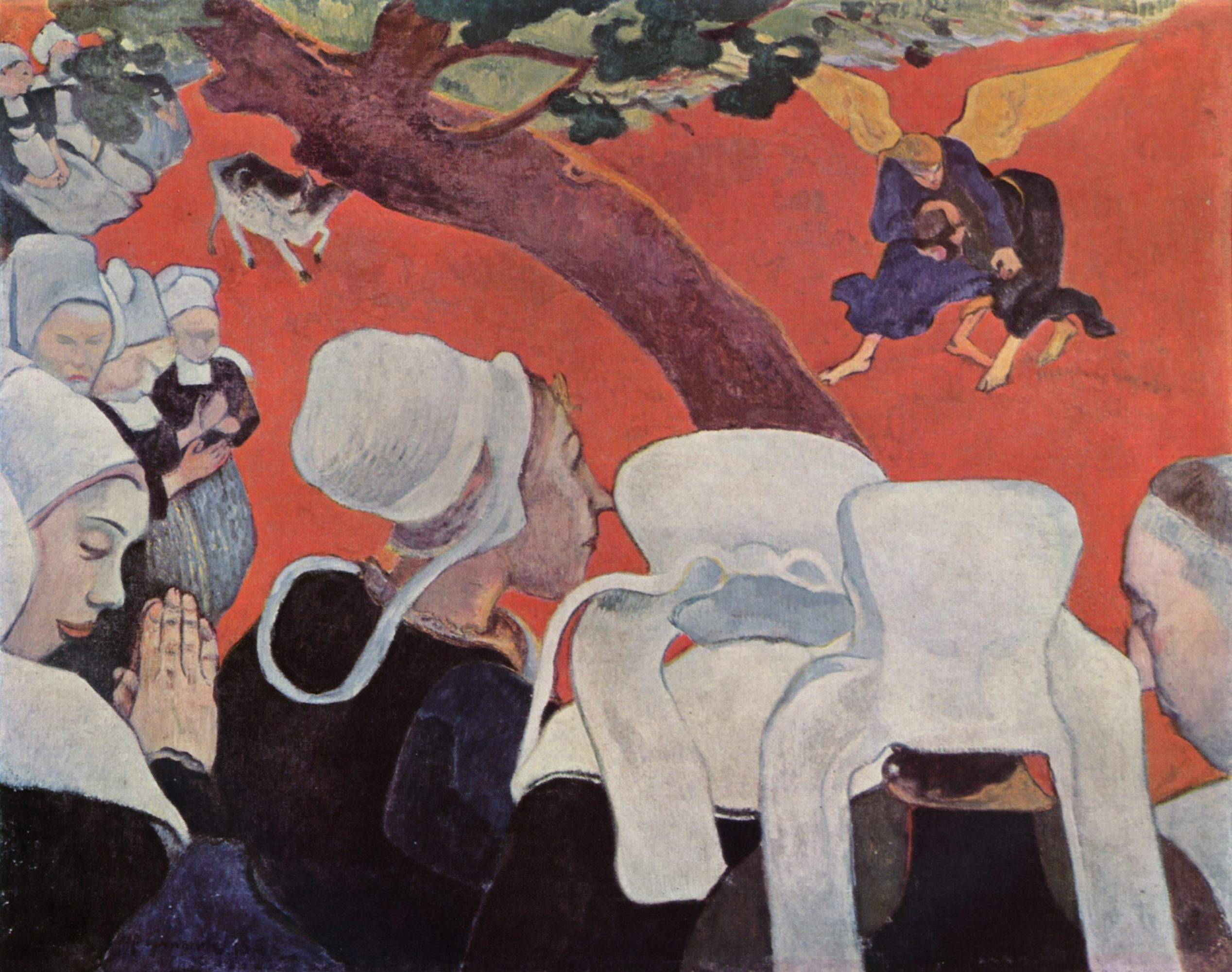
Paul Gauguin (1888), Visão após o Sermão mostrando o episódio imaginado pelos aldeões bretões .
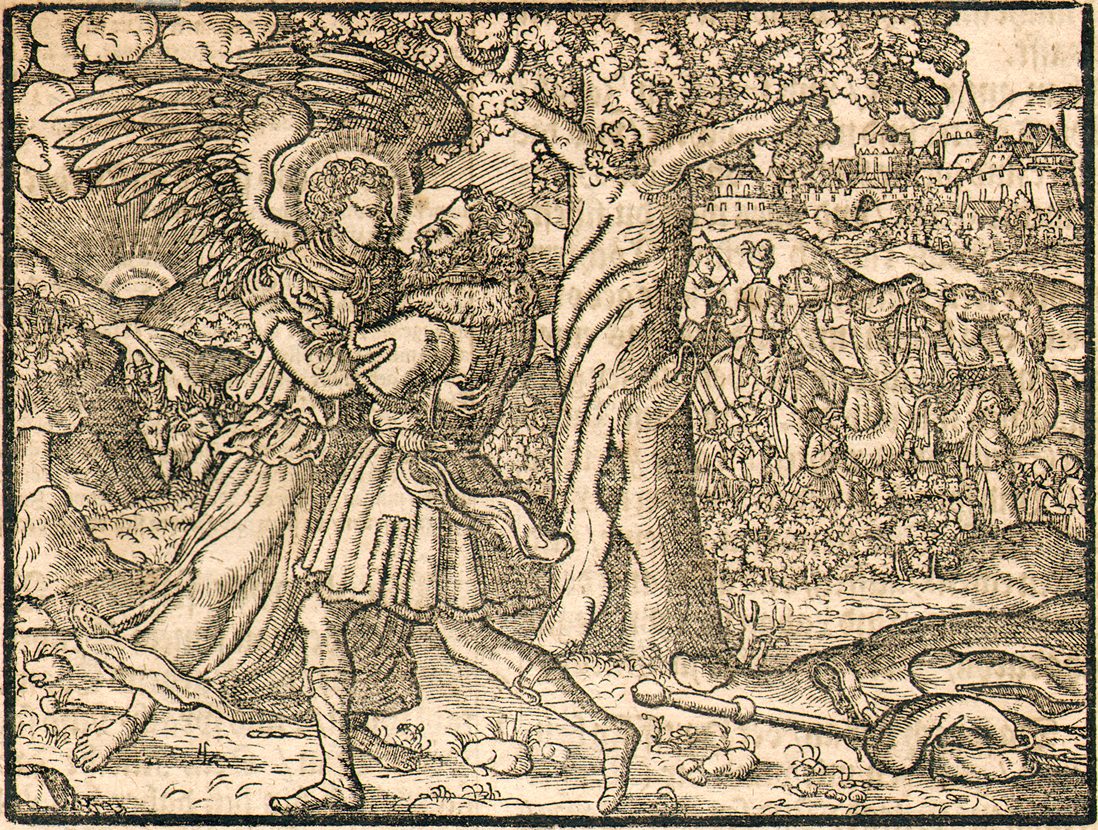
Jacob luta com o anjo, Bíblia de Gutenberg (1558)
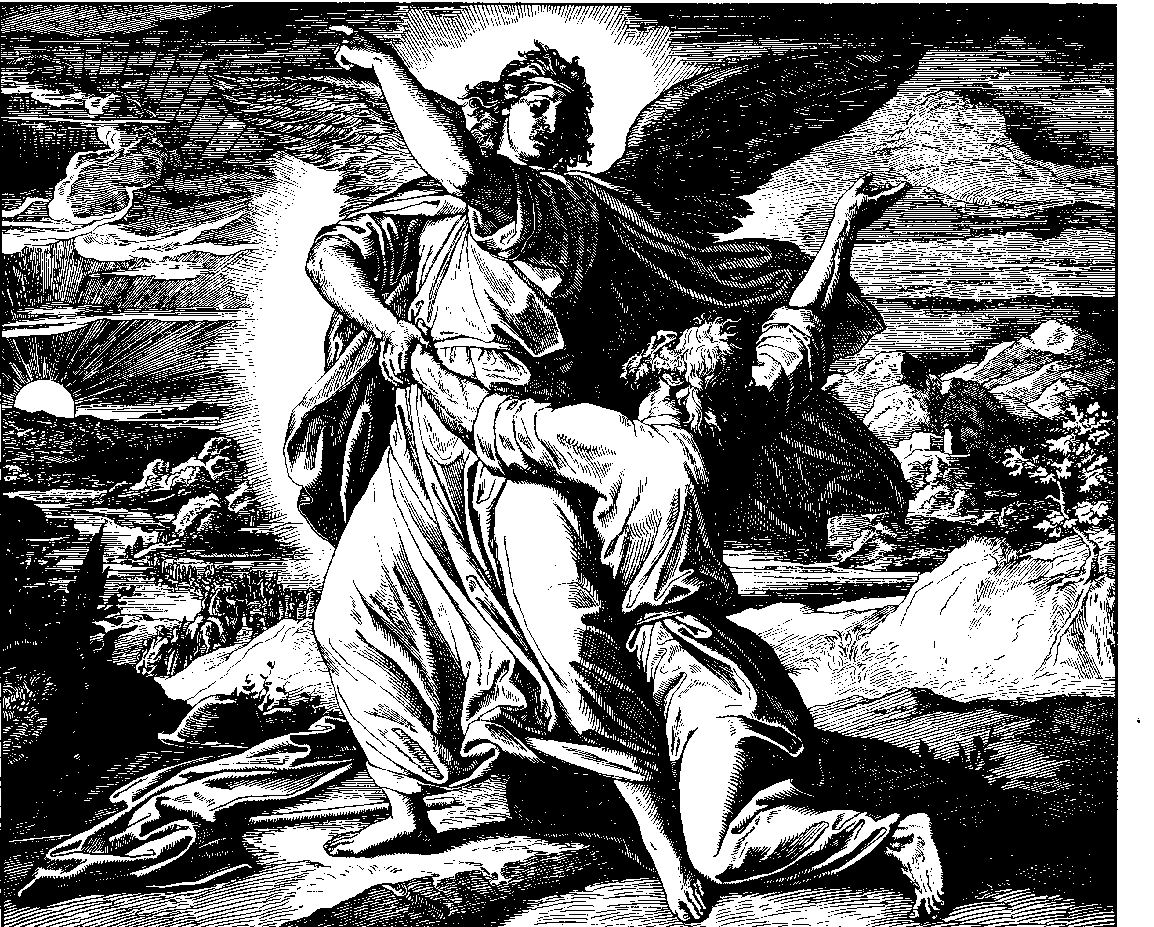
Jacob luta com Deus, 1860 xilogravura de Julius Schnorr von Carolsfeld
Marc Chagall (1970, abadia de Fraumünster ) -->Marc Chagall (1970, abadia de Fraumünster ) -->

### Na música
O texto latino de Gênesis 32:30 'Vidi dominum facie ad faciem; et salva facta est anima mea' (eu vi o Senhor face a face) foi definido para o terceiro noturno nas Matinas no segundo domingo da Quaresma e foi uma narrativa medieval popular da história do encontro de Jacó com o anjo. É definido como o texto do tenor (voz superior) do Motet Vidi dominum (M 15; eu vi o Senhor ) em camadas de multitexto de Machaut simultaneamente com dois textos franceses seculares: "Faux semblant m'a decü" e " Amours qui ha le pouvoir." Machaut contrasta musicalmente a bênção de Deus no texto latino com as decepções do amor secular nos textos franceses. O hino de Charles Wesley " Come, O Thou Traveler Unknown ", muitas vezes conhecido como "Wrestling Jacob", é baseado na passagem que descreve Jacob lutando com um anjo. É tradicionalmente cantado ao som de São Petersburgo. Bullet the Blue Sky do U2, a 4ª faixa de seu álbum de 1987, The Joshua Tree, inclui a letra "Jacob lutou contra o anjo e o anjo foi superado". A letra de Isaac, uma música apresentada no álbum Confessions on a Dance Floor de Madonna, contém muitas alusões ao livro de Gênesis e faz referência ao encontro de Jacob com o anjo na linha "lute com sua escuridão, anjos chamam seu nome". Noah Reid lançou sua música " Jacob's Dream " como o segundo single de seu segundo álbum de 2020. A música usa a metáfora de lutar com anjos para explorar que "as bênçãos são difíceis de obter e custam algo", como Reid disse ao Indie88 . Israel em apuros de Mark Alburger, Op. 57 (1997) inclui a história no movimento VIII. Em seu caminho.

### Na literatura e no teatro
O motivo de "lutar com os anjos" ocorre em vários romances, incluindo Demian (1919) de Hermann Hesse, I Capture the Castle (1948) de Dodie Smith, The Stone Angel (1964) de Margaret Laurence . Em The Once and Future King, de TH White, Wart é descrito como sabendo que o trabalho de treinar um falcão "foi como a luta de Jacó com o anjo". Na poesia, o tema aparece em "The Man Watching" de Rainer Maria Rilke (c.1920), em "Evangeline" de Henry Wadsworth Longfellow no poema "Art" de Herman Melville e no poema de Emily Dickinson " Um pouco a leste da Jordânia" (Fr145B, 1860). No teatro, a luta com o anjo é mencionada na peça Angels in America (1990), de Tony Kushner ; a versão retratada em sua adaptação em minissérie é a versão de 1865 de Alexander Louis Leloir . A imagem de Gustave Dore é reencenada na Paixão de Jean-Luc Godard por um figurante do filme vestido de anjo e Jerzy Radziwiłowicz . Também o casamento de Betsy de Maud Hart Lovelace (1955), o romance de Stephen King 22/11/63 (2011), o romance Maternidade de Sheila Heti (2018) e a peça Balconville (1979) de David Fennario. Um conto da coleção The Merry Spinster (2018), de Daniel Mallory Ortberg, explora uma versão da narrativa contada a partir da perspectiva do anjo.